# Château du Sablou
Le château du Sablou est un château situé à 4 km de Fanlac, dans le département français de la Dordogne en région Nouvelle-Aquitaine.

## Historique
Le château du Sablou a été bâti au milieu du XVIIIe par la famille Chapt de Rastignac et au XIXe siècle.
Le château du Sablou se situe sur la commune de Fanlac, sur le coteau allant vers Montignac. Il fut chargé d’histoire durant la Seconde Guerre mondiale.

### Camp d'internement
Le château a servi de camp d'internement pour les militants communistes de janvier à décembre 1940.
À la suite de l’interdiction du PCF, de la CGT et de nombreuses autres associations par le gouvernement de l’époque, de nombreux militants communistes et syndicaux, des élus, des ouvriers et paysans, des cheminots et des enseignants furent internés au château du Sablou à partir de 1940. Ces internés, originaires de toute la France, et dont la moyenne d’âge était de 44 ans, arrivèrent à la gare de Montignac pour ensuite rejoindre le château.
L’arrivée au château fut particulièrement amère car le lieu ne présentait aucune forme d’accueil. Pas de lit, un manque d’hygiène évident et des repas pris dans des conditions quasi animales. Sous l’autorité du capitaine Saule, le règlement fut appliqué avec rigueur et les internés, considérés comme des « indésirables français », ne pouvaient ni sortir ni communiquer avec leur famille et ne devaient cesser de travailler.
À la suite de l’armistice du 22 juin 1940, le capitaine Saule fut remplacé par le capitaine Daguet qui imposa un régime beaucoup plus souple. Les internés purent désormais sortir, aider à travailler dans les fermes alentour, dépourvues d’hommes en cette période de guerre, et même pour certains rencontrer leur famille. De nombreux cas d’évasion furent constatés.
Fin octobre 1940, sous le gouvernement de Vichy et à la suite des évasions, le Sablou apparaît comme « un mauvais exemple de camp d’internement » et le capitaine Daguet est remplacé par le commissaire spécial Antz qui apparaît comme une personne stricte mais droite. En décembre de la mème année, le camp étant difficile à ravitailler, il est fermé.
50 ans après, une stèle à la mémoire de ces internés fut érigée dans le vallon de Fanlac, près du ruisseau, le Thonac. Le château du Sablou est actuellement une propriété privée.